# 相良長毎
相良 長毎（さがら ながつね）は、相良氏の第13代当主。第12代当主・相良為続の第一子。初名を長輔（ながすけ）とし、通称は太郎。

## 略歴
明応5年（1496年）、将軍・足利義稙の時に宮内少輔に任じられ、同時に名を「長毎」と改めた。
明応8年（1499年）、父の隠居により家督を継ぎ、人吉城主となった。
文亀元年（1501年）5月13日、肥後守護・菊池武運（能運）が玉名郡に巡視に赴いた留守を伺い、その老臣・隈部忠直が宇土城主・宇土為光（菊池為光）を擁立して謀反を起こして、突如、隈府城を奪い取った。武運は怒って取って返し、菊池重安らと共に攻め寄せたが、5月20日、玉祥寺原の戦いで一族の多くを失う大敗を喫し、武運は身一つで逃げて肥前有馬氏を頼った。29日、代わって為光が隈府城に入り、肥後守護職を名乗った。
菊池武運は父・為続の宿敵であり、八代方面での失地回復を狙っていた長毎は、この菊池氏の騒乱に介入。同じ5月、八代（古麓城）を攻めたが落とせず、高田郷の平山城（廃城）を修復して守兵を入れて撤退した。
長毎は恨みを捨てて菊池武運と結ぶ方が得策と考え、八代・豊福の奪還を条件に、菊池家の再興を約束して同盟した。またこの頃、武運は能運と改名している。長毎は貧窮していた能運に経済的援助をして関係を深めた。
文亀2年（1502年）8月、長毎は再び八代を攻めたが、隈部勢が多勢であり撤退。
翌年8月、長毎は三度八代に出陣した。9月に菊池能運は玉名に上陸して高瀬の戦いで菊池為光を破って宇土城も落とした。11月、能運が恩に報いるために加勢を申し出しで、天草衆や阿蘇惟長も援軍に来るが、長毎は八代は相良氏宿怨の地であるとしてこれらを謝絶して単独で攻囲戦を行った。しかし守る名和顕忠親子は堅守して城は翌永正元年（1504年）1月になっても落ちなかった。そこで能運が守護職の立場で外交僧を派して顕忠を説得。2月7日、顕忠は城を退去して相良氏へ明け渡し、能運の庇護下で木原城に入り、後に宇土城へ移った。また長毎は豊福城も合わせて占領した。
長毎は隈府城に赴き感謝の意を表すつもりだったが、能運は戦傷がもとで25歳で他界して果たせず、遺言で14歳の菊池政隆が後を継ぎ、肥後守となった。しかしこれに阿蘇惟長が異を唱え、豊後国の大友義長の支援のもと、菊池氏家臣団と結託して政隆を追い、自らが菊池武経と改名して肥後守を称した。政隆は長毎のもとに逃れて葦北郡で保護されたが、長毎は大友氏を恐れてこれを助力しなかったので、政隆は筑後国に逃れた。武経は大友重治に依頼して政隆を討ってもらおうとしたので、相良氏には双方から加勢の依頼があったが、いずれも応じなかった。しかし再び豊福城が係争の地となるとこれを放棄した。菊池氏・阿蘇氏の内証はしばらく続いた。
永正5年（1508年）、足利義稙が将軍に復帰して大内義興が管領となると、長毎は祝賀の品々を送り、これらのことから、永正7年（1510年）、後柏原天皇が宣旨を下して、長毎は従五位下近江守に任じられた。
永正8年（1511年）、豊福を奪還しようと久具川（宇城市松橋町）を渡ったが、名和顕忠の伏兵に遭って久具川合戦で大敗。相良勢は退却しようとしていたが、長毎は単騎で来援して踏み止まるように激励し、名和勢を逆に敗走させしめた。
永正9年（1512年）、長毎は嫡子の長祗（ながまさ）に家督を譲って、高田今出水に館を築いて隠居し、休也斎と号した。また同地に竜成寺（龍成寺）を建立した。しかし長祗はまだ11歳であり、実権は依然として長毎が握った。
永正13年（1516年）9月、名和顕忠は再び兵を起して守山を攻めたので、相良勢は守山城を修復して兵を入れた。長毎は10月から複数回に渡って兵を派して豊福城を攻め、12月についにこれを陥落させた。
肥後国に勢力を伸ばそうとしていた大友氏では、大友義鑑が、相良氏と名和氏の積年の争いを収めるべく、真光寺（熊本市東区健軍）の僧を派して両者に和睦を勧めた。永正14年（1517年）7月に両氏はついに和睦した。
同年、長毎は球磨の無量寿院で剃髪して仏門に入り、加清と号した。また父・為続のものをさらに発展させた法度式目を定めて、「相良氏法度13ヶ条（壁書）」としてまとめたのも、この晩年の頃と思われる。
翌年、50歳で死去した。出家したとき「死出の山　かねて行く日を　さだめねば　今日首途しつ　身こそ安けれ」と詠んだものが辞世となった。竜成寺に葬られ、法名は龍成寺大池蓮心。